# Neuhofen an der Ybbs
Neuhofen an der Ybbs è un comune austriaco di 2 920 abitanti nel distretto di Amstetten, in Bassa Austria; ha lo status di comune mercato (Marktgemeinde).